# 9 Dywizjon Artyleryjskiego Rozpoznania Pomiarowego
9 Samodzielny Dywizjon Artyleryjskiego Rozpoznania Pomiarowego. (9 sdarp) – pododdział artyleryjskiego rozpoznania pomiarowego ludowego Wojska Polskiego (poczta polowa nr 52227).
Dywizjon został sformowany w październiku 1944, Zwierzyńcu, w składzie 3 Armii, według sowieckiego etatu nr 08/555 samodzielnego dywizjonu artyleryjskiego rozpoznania (ros. отдельный разведывательный артиллерийский дивизион). 30 listopada 1944, w związku z rozformowaniem 3 Armii, dywizjon został oddany do dyspozycji dowódcy 10 Brygady Artylerii Ciężkiej i dyslokowany do Starego Zamościa. 25 grudnia 1944 stan ewidencyjny liczył 35 żołnierzy, w tym 17 oficerów, 1 podoficer i 17 szeregowców. Do stanu etatowego brakowało 226 żołnierzy (86%). W lutym 1945 roku jednostka została przegrupowana do Łowicza, gdzie kontynuowała szkolenie. 5 kwietnia 1945 pododdział liczył 219 żołnierzy, w tym 22 oficerów, 57 podoficerów i 140 szeregowców. 30 kwietnia 1945 roku dyon został włączony w skład 5 Dywizji Artylerii. 8 maja 1945 jednostka dotarła do miejscowości Velefanz w Niemczech. W działaniach bojowych nie wzięła udziału. W październiku 1945 roku dyon został włączony w skład 71 Pułku Artylerii Ciężkiej w Toruniu zachowując dotychczasową organizację. W lutym 1947 roku pododdział został wyłączony ze struktury pułku i usamodzielniony. Latem 1948 dywizjon został włączony w skład nowo powstałego Pułku Artyleryjskiego Rozpoznania Pomiarowego w miejscowości Szlaga.
 Obsada personalna dowództwa dywizjonu
- dowódca - kpt. Włodzimierz Staferow
- zastępca dowódcy ds. polit.-wych. - ppor. Tadeusz Majewski
- szef sztabu - por. Bazyli Doczkin

Struktura organizacyjna sdarp według etatu nr 08/555
- dowództwo
- bateria rozpoznania topograficznego
- dwie baterie rozpoznania dźwiękowego
- pluton rozpoznania optycznego
- pluton fotogrametryczny